# Rio Santo Cristo
Rio Santo Cristo är ett vattendrag i Brasilien.   Det ligger i delstaten Rio Grande do Sul, i den södra delen av landet, 1 500 km sydväst om huvudstaden Brasília.
Omgivningarna runt Rio Santo Cristo är en mosaik av jordbruksmark och naturlig växtlighet. Runt Rio Santo Cristo är det ganska glesbefolkat, med 22 invånare per kvadratkilometer.